# Пёльт, Йозеф
Йо́зеф Пёльт (нем. Josef Poelt; 1924—1995) — немецкий учёный-лихенолог.

## Биография
Йозеф Пёльт родился 17 октября 1924 года в деревне Пёккинг в предгорьях Баварских Альп. Учился в гимназии в Мюнхене. Во время Второй мировой войны был отправлен на фронт в СССР, где занимался расчётной деятельностью. После окончания войны под влиянием бриолога Германа Пауля заинтересовался изучением тайнобрачных растений. В 1946 году поступил на естественнонаучный факультет Мюнхенского университета. В 1950 году окончил его со степенью доктора философии и вскоре получил назначение на должность ассистента в ботаническом саду.
Пёльт совершил поездку в Швецию, где выучил шведский язык. По возвращении в Мюнхен в 1954 году он стал куратором криптогамических гербариев. С 1959 года, после прохождения хабилитации, Йозеф преподавал в Мюнхенском университете.
В 1959 году Йозеф Пёльт женился на Кристе Майльхамер, занимавшейся изучением грибов. Она умерла в 1979 году после продолжительной болезни.
В 1962 году он провёл экспедицию в Непал, привезя в Германию множество образцов высших и низших растений. С 1965 года Пёльт был профессором Берлинского университета. В 1972 году он перешёл в Грацский университет, ставший при его участии одним из важнейших центров изучения тайнобрачных растений в мире. С 1991 года Пёльт был почётным профессором Грацского университета.
3 июня 1995 года Йозеф Пёльт скончался.
Пёльт был членом множества научных обществ Европы — членом Баварской академии наук, почётным членом Регенсбургского ботанического общества, иностранным членом Лондонского Линнеевского общества и членом-корреспондентом Австрийской академии наук и Ботанического общества Америки. В 1992 и 1994 годах он был награждён медалью Ахариуса.

## Некоторые научные публикации
Обширная библиография Пёльта насчитывает 402 публикации.
- Die Moosvegetation im Gebiete des Starnberger See's. 1949
- Mitteleuropäische Pilze. 1963—1965
- Die botanischen Staatsanstalten in München und die Erforschung der Alpenflora Schreiber. 1964
- Bestimmungsschlüssel europäischer Flechten. 1969
- Bibliographie der Flechten und flechtenbewohnenden Pilze in Österreich. 1993

## Роды, названные в честь Й. Пёльта
- Poeltia Petr., 1972 [= Hyalocrea Syd. & P.Syd., 1917]
- Poeltiaria Hertel, 1984
- Poeltidea Hertel & Hafellner, 1984
- Poeltinula Hafellner, 1984